# Jean-François Callet
Jean François Callet .

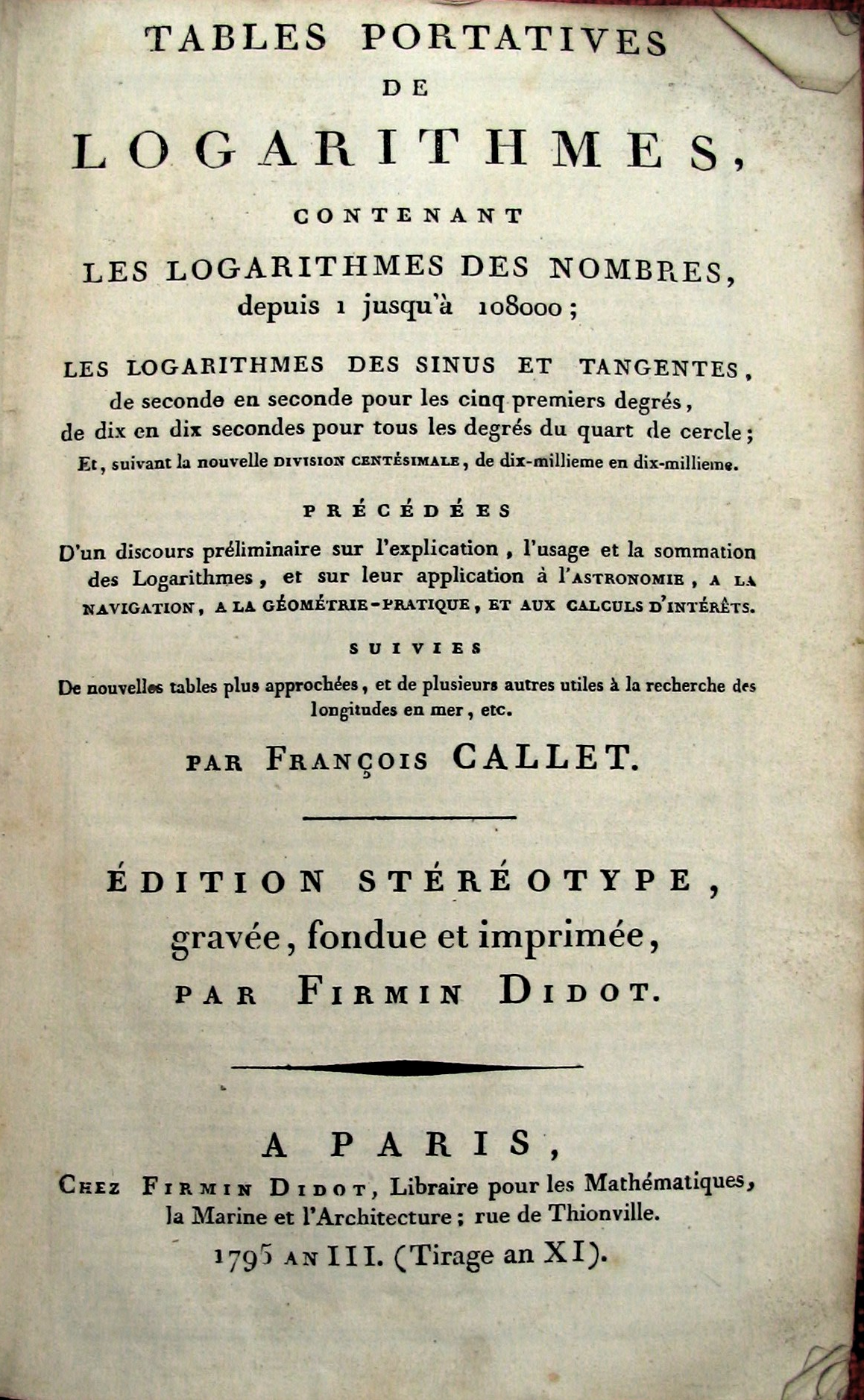
Portada de las tablas de logaritmos de Jean François Callet de 1803

Publicó en 1783 una edición de las Tables de logarithmes de William Gardiner, que mejoró en 1795 añadiendo los logaritmos de los senos por Firmin Didot,en 1857 con mejoras por J. Dupuis.